# Cymatopus othniopteryx
Cymatopus othniopteryx är en tvåvingeart som beskrevs av Neal L. Evenhuis 2005. Cymatopus othniopteryx ingår i släktet Cymatopus och familjen styltflugor. Inga underarter finns listade i Catalogue of Life.